# Мину, Антонис
Анто́нис Ми́ну (греч. Αντώνης Μήνου, род. 4 мая 1958, Аридея) — греческий профессиональный футболист, выступавший на позиции вратаря, футбольный тренер. Участник чемпионата мира по футболу 1994 года. Многократный чемпион и обладатель Кубка Греции по футболу.

## Биография
На чемпионате мира по футболу 1994 года принял участие в матче против Аргентины — дебютном для сборной Греции на чемпионатах мира, в котором пропустил 4 мяча.

## Достижения
«Панатинаикос»
- Чемпион Греции: 1984, 1986
- Обладатель Кубка Греции: 1984, 1986, 1988

АЕК
- Чемпион Греции: 1989, 1992, 1993
- Обладатель Суперкубка Греции: 1990
- Обладатель Кубка греческой Лиги: 1989